# شائو یاچی
شائو یاچی (انگلیسی: Shao Yaqi؛ زادهٔ ۲۸ نوامبر ۱۹۹۶) شمشیرباز زن اهل چین است.
وی در مسابقات کشوری و بین‌المللی در مجموع برندهٔ ۳ مدال نقره، ۱ مدال برنز شده‌است.